# De Haagsche Kluis
De Haagsche Kluis is een restaurant op het Plein, nummer 20, in de Nederlandse stad Den Haag, in een gebouw waar voor de Tweede Wereldoorlog een bankiersfirma gevestigd was. Het is opgenomen in het register van rijksmonumenten.
Plein 20 werd in 1905 in art-nouveaustijl gebouwd voor de Joodse bankier H. Edersheim, naar ontwerp van architect Lodewijk Simons. Op de begane grond was het kantoor, in het souterrain de bankkluis met een gedecoreerde verzwaarde deur. Daar is nu de keuken van het restaurant in ondergebracht. Boven de bank woonde de familie Edersheim. Achter in de tuin bevond zich een huissynagoge waarvan het plafond met religieuze voorstellingen was beschilderd. Deze ruimte is anno 2017 nog aanwezig. 

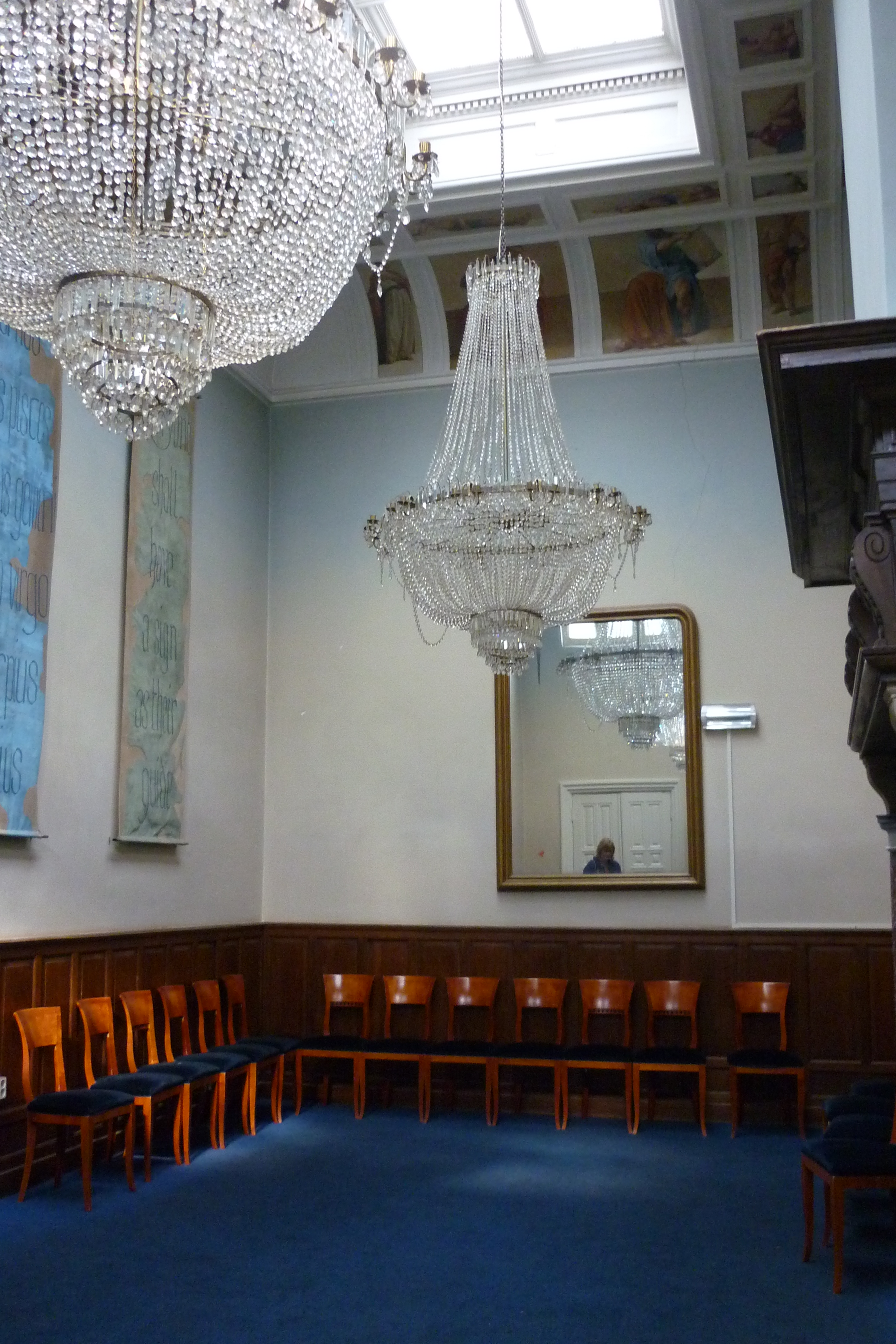
Interieur synagoge